# Christ, unser Herr, zum Jordan kam

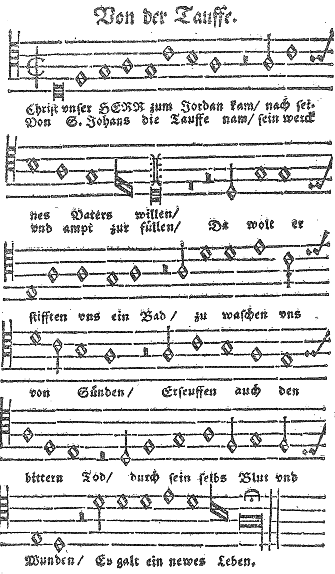
Christ, unser Herr, zum Jordan kam (Druck von 1577)
rahmenlos|zentriert

Christ, unser Herr, zum Jordan kam ist ein Kirchenlied von Martin Luther. Er verfasste es als eines seiner spätesten Lieder 1541. 1543 wurde es in die Neuauflage des Klugschen Gesangbuchs aufgenommen und vervollständigte dort mit dem Thema Taufe die Reihe der Katechismuslieder, in denen Luther die Hauptstücke der reformatorischen Glaubenslehre in Liedform zum Singen und Memorieren darbot.
Im Zeitalter der Lutherischen Orthodoxie gehörte Christ, unser Herr, zum Jordan kam zu den Kernliedern. Liturgisch war es dem Johannestag zugeordnet. Im Evangelischen Gesangbuch ist es enthalten (EG 202).

## Inhalt
Das Lied hat sieben Strophen.
Die ersten vier Strophen beziehen sich auf die Taufe Jesu im Jordan durch Johannes den Täufer. Dieses Ereignis wird als Stiftung der Taufe beschrieben und trinitarisch und sakramentstheologisch gedeutet: Gott der Vater, der Sohn und der Heilige Geist sind gemeinsam am Werk; und zum Wasser als „Stoff“ des Sakraments tritt das Wort vom Himmel, das den Geist vermittelt und Glauben bewirkt.
Erst Strophe 5 und 6 nehmen auf den Taufbefehl Jesu Bezug, der am Ende des Matthäus- und des Markusevangeliums berichtet wird und der in der Markusfassung ausdrücklich auch die Verdammnis als Folge des Unglaubens nennt. Diesen Unglauben interpretiert Luther als Vertrauen auf die – durch die Erbsünde unwiederbringlich verlorene – eigene Heiligkeit statt auf Christus.
Die letzte Strophe beschreibt noch einmal die sichtbar-unsichtbare Doppelnatur des Sakraments.

## Melodie
Die dorische Melodie ist älter als der Text. Sie erscheint bereits in Johann Walters Geistlichem Gesangbüchlein von 1524, dort zu dem Text Es wolle Gott uns gnädig sein. Ob die Melodie von Luther oder von Walter geschaffen wurde, ist nicht gesichert. Jedenfalls hat sie den Schwung vieler früher Reformationslieder, vor allem im zweiten Teil mit seinen kürzeren Auftakten, Quartsprüngen und Synkopen.

## Musikalische Bearbeitungen
Luthers Tauf- und Johanneslied ist etwa zweihundert Jahre lang häufig für Orgel, Chor und andere Besetzungen bearbeitet worden. Die berühmtesten Bearbeitungen stammen von Johann Sebastian Bach (Orgelchoräle BWV 684 und 685; Kantate BWV 7).

## Text
| Luther 1541 | Evangelisches Gesangbuch 1993 |
| Christ unser Herr zum Jordan kam nach seines Vater willen, Von S. Johans die Tauffe nam, Sein werck und ampt zurfüllen. Da wolt er stifften uns ein Bad, Zu waschen uns von sünden, Erseuffen auch den bittern Tod Durch sein selbs Blut und Wunden, Es galt ein newes Leben. So hört und mercket alle wol, Was Gott heisst selbs die Tauffe, Und was ein Christen gleuben sol Zu meyden Ketzer hauffen. Gott spricht und wil, das wasser sey, Doch nicht allein schlecht Wasser, Sein heiligs Wort ist auch dabey Mit reichem Geist on massen, Der ist alhie der Tauffer. Sölchs hat er uns beweiset klar Mit Bilden und mit Worten. Des Vaters stim man offenbar Daselbs am Jordan horte. Er sprach, Das ist mein lieber Son, An dem ich hab gefallen, DEN wil ich Euch befohlen han, Das jr IN höret Alle Und folget seinem Leren. Auch Gottes Son hie selber steht In seiner zarten Menschheit. Der heilig Geist ernider fert In Taubenbild verkleidet. Das wir nicht sollen zweiueln dran, Wenn wir getauffet werden, All drey Person getauffet han, Da mit bey uns auff Erden Zu wohnen sich ergeben. Sein Jünger heisst der Herre Christ, Geht hin all Welt zu leren, Das sie verlorn in Sünden ist, Sich sol zur Busse keren. Wer gleubet und sich teuffen lesst, Sol dadurch selig werden, Ein newgeborner Mensch er heisst, Der nicht mehr könne sterben. Das Himelreich sol erben. Wer nicht gleubt dieser grossen Gnad Der bleibt in seinen Sünden Und ist verdampt zum ewigen Tod Tieff in der Hellen grunde. Nicht hilfft sein eigen heiligkeit, All sein Thun ist verloren, Die Erbsünd machts zur nichtigkeit, Darin er ist geboren, Vermag jm selbs nichts helffen. Das Aug allein das Wasser siht, Wie Menschen Wasser giessen, Der Glaub im Geist die krafft versteht Des Blutes Jhesu Christi. Und ist für im ein rote Flut, Von Christus Blut geferbet, Die allen Schaden heilen thut, Von Adam her geerbet, Auch von uns selbs begangen. | Christ, unser Herr, zum Jordan kam nach seines Vaters Willen, von Sankt Johann die Taufe nahm, sein Werk und Amt zu erfüllen. Da wollt er stiften uns ein Bad, zu waschen uns von Sünden, ersäufen auch den bittern Tod durch sein selbst Blut und Wunden, es galt ein neues Leben. So hört und merket alle wohl, was Gott selbst Taufe nennet, und was ein Christe glauben soll, der sich zu ihm bekennet. Gott spricht und will, daß Wasser sei, doch nicht allein schlicht Wasser, sein heiligs Wort ist auch dabei mit reichem Geist ohn Maßen: der ist allhier der Täufer. Solchs hat er uns gezeiget klar mit Bildern und mit Worten. Des Vaters Stimm man offenbar daselbst am Jordan hörte; er sprach: „Das ist mein lieber Sohn, an dem ich hab Gefallen; den will ich euch befohlen han, daß ihr ihn höret alle und folget seinem Lehren.“ Auch Gottes Sohn hier selber steht in seiner zarten Menschheit, der Heilig Geist herniederfährt in Taubenbild verkleidet, daß wir nicht sollen zweifeln dran: wenn wir getaufet werden, all drei Person‘ getaufet han, dadurch bei uns auf Erden zu wohnen sich begeben. Sein Jünger heißt der Herre Christ: „Geht hin, all Welt zu lehren, daß sie verlorn in Sünden ist, sich soll zur Buße kehren; wer glaubet und sich taufen läßt, soll dadurch selig werden; ein neugeborner Mensch er heißt, der nicht mehr könne sterben, das Himmelreich soll erben.“ Wer nicht glaubt dieser großen Gnad, der bleibt in seinen Sünden und ist verdammt zum ewgen Tod tief in der Höllen Grunde. Nichts hilft sein eigen Heiligkeit, all sein Tun ist verloren, die Erbsünd macht‘s zur Nichtigkeit, darin er ist geboren, vermag sich selbst nicht helfen. Das Aug allein das Wasser sieht, wie Menschen Wasser gießen; der Glaub im Geist die Kraft versteht des Blutes Jesu Christi; und ist vor ihm ein rote Flut, von Christi Blut gefärbet, die allen Schaden heilen tut, von Adam her geerbet, auch von uns selbst begangen. |